# Tahifet
Tahifet is een dorp in de gemeente Tamanrasset, in de gelijknamige provincie van Algerije. Het ligt op de oostelijke oever van een wadi, 54 kilometer ten noordoosten van de stad Tamanrasset.